# Slite
Slite ist ein Ort (tätort) auf der schwedischen Insel Gotland in der Provinz Gotlands län und der historischen Provinz Gotland.

## Geografie
Der drittgrößte Ort der Insel liegt an der Ostküste, etwa 35 km nordöstlich von Visby, dem Hauptort der Insel, in der Gemeinde Gotland. Er ist das wirtschaftliche Zentrum Nordostgotlands und ist geprägt durch die Zementindustrie.

## Geschichte
Slite, mit dem damals noch als Bucht mit dem Meer verbundenen Naturhafen Bogeviken, war bereits in der Wikingerzeit der wichtigste Hafen an der Ostküste. Dies belegen ein Gräberfeld aus der Zeit um 1000 n. Chr. und die Horte von Spillings mit schwedischen, russischen und baltischen Gegenständen.
Von 1963 bis zur Bildung der Gemeinde Gotland im Jahre 1971 hatte der Ort den Status einer Minderstadt (schwed. köping). Slite war lange Zeit ein Zentrum des Handels; heute ist der Tourismus eine wichtige Einnahmequelle, aber auch die Industrie mit der Gewinnung von Stein und Kies sowie der Zementherstellung. Hier befindet sich eines der größten Zementwerke Nordeuropas, das von Cementa, einem Tochterunternehmen der HeidelbergCement, betrieben wird.
Aus Slite stammt der berühmte Pilgårdstein (heute in Gotlands Fornsal in Visby), der von einer Fahrt der Wikinger durch die Dneprkatarakte berichtet.

## Die Kirche

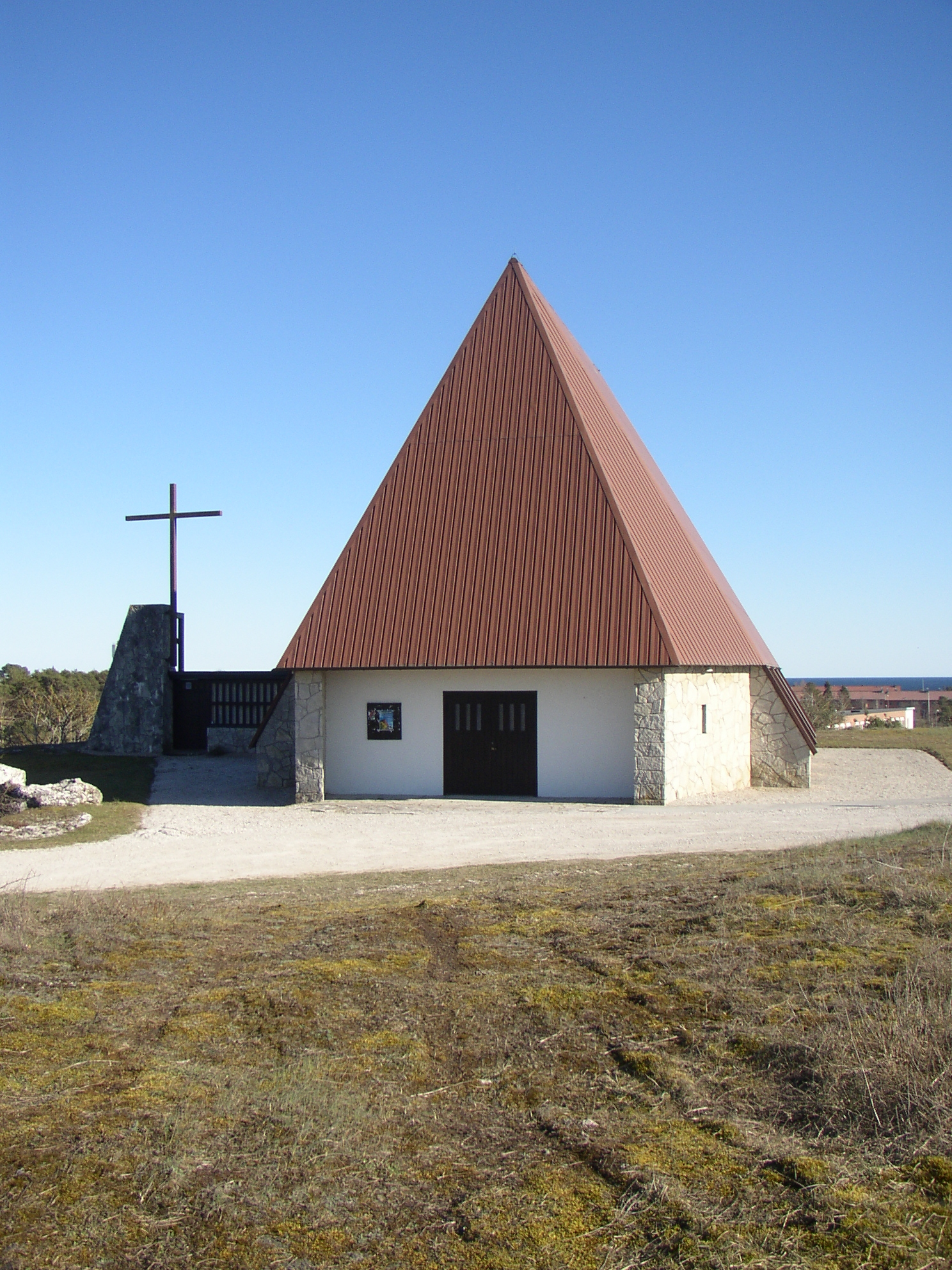
Kirche von Slite

Die Kirche von Slite ist eine von dreien auf Gotland, die zur schwedischen Staatskirche gehören und nach dem Mittelalter von Grund auf neu gebaut wurden, somit nicht zu den gotländischen Landkirchen gehören. Sie wurde in den Jahren 1959/1960 nach Plänen des Architekten Holger Jensen aus Mitteln der Kirchenstiftung von Slite errichtet. Die Form ist modem und ohne Anknüpfung an gotländische Traditionen. Sie umfasst einen Kirchensaal mit rund 200 Plätzen, eine Sakristei und einen mit dieser verbundenen hölzernen Glockenturm mit einem angefügten großen Holzkreuz. Das Kirchengebäude erhält ein spezielles Gepräge durch das große Walmdach, das innen zum Dachfirst offen ist. Die niedrigen Wände sind zum größten Teil verglast. Eine weite Sicht über das Meer ersetzt die traditionelle Altartafel. Das Triumphkreuz ist von Bertil Nyström skulptiert worden. Die Orgel wurde 1961 angeschafft.

## Sehenswürdigkeiten
Der Museumshof Vike (schwed. Vike minnesgård) ist ein gotländischer Strandhof, auf dem Felder und Gebäude intakt sind und ein alter Kräutergarten und ein Hopfengarten („Humlegården“) existiert. Er liegt nahe dem Strand an der Ostküste südlich von Slite an der Tjalderbucht. Etwa drei Kilometer westlich von Slite befinden sich jenseits des Bogeviken zudem die Wassermühle von Aner und die Kirche von Boge.

## Söhne und Töchter des Ortes
- Olof Immanuel Fåhræus (1796–1884), Politiker und Entomologe

## Bilder

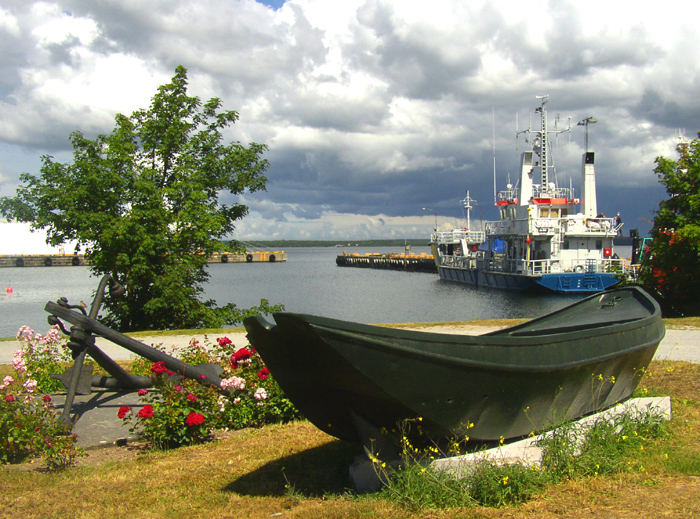
Hafen
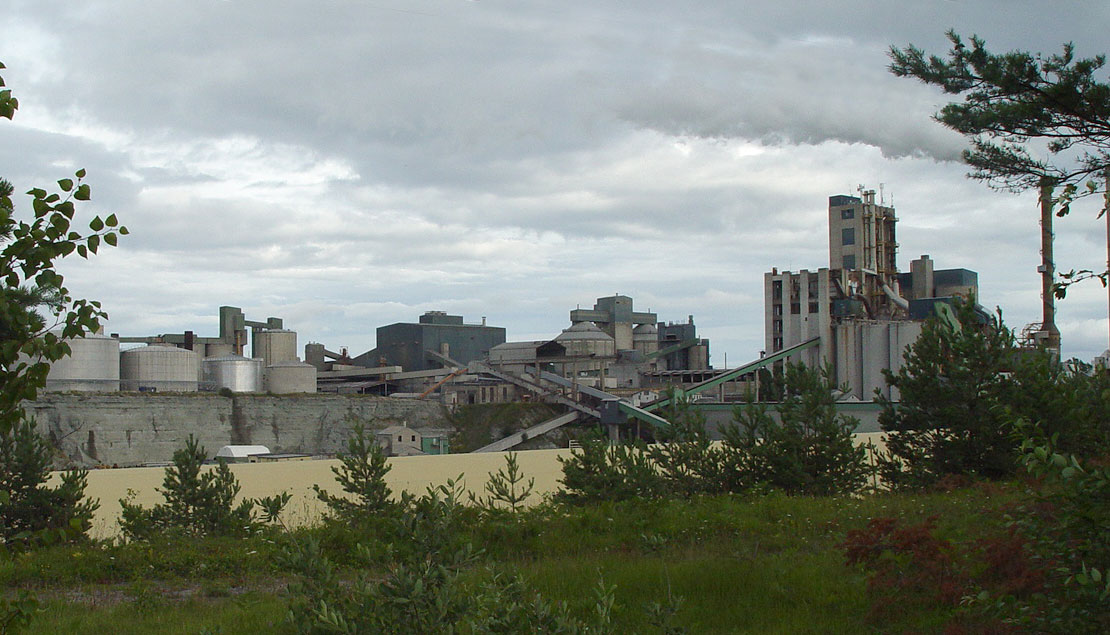
Zementfabrik Cementa
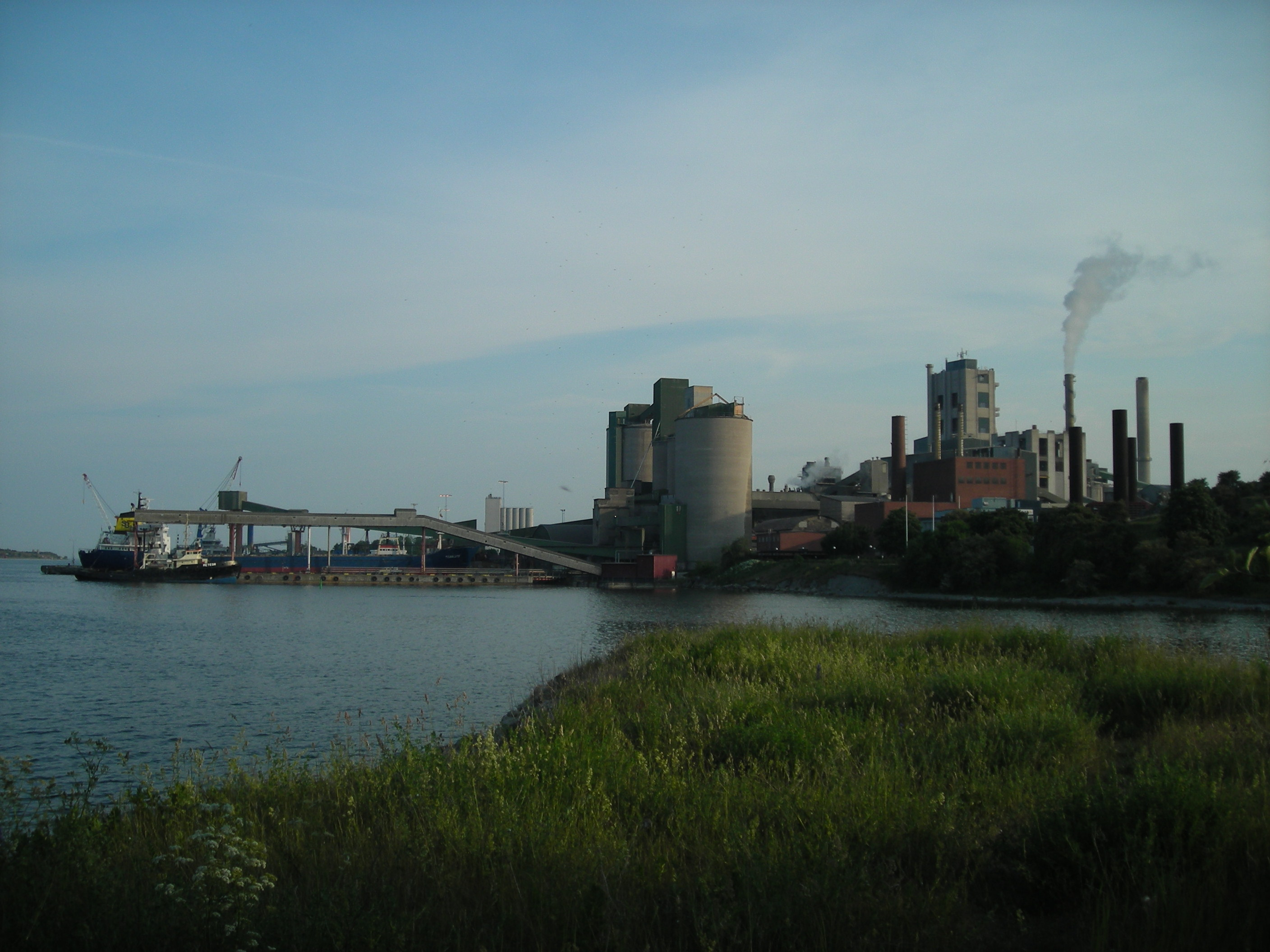
Cementa
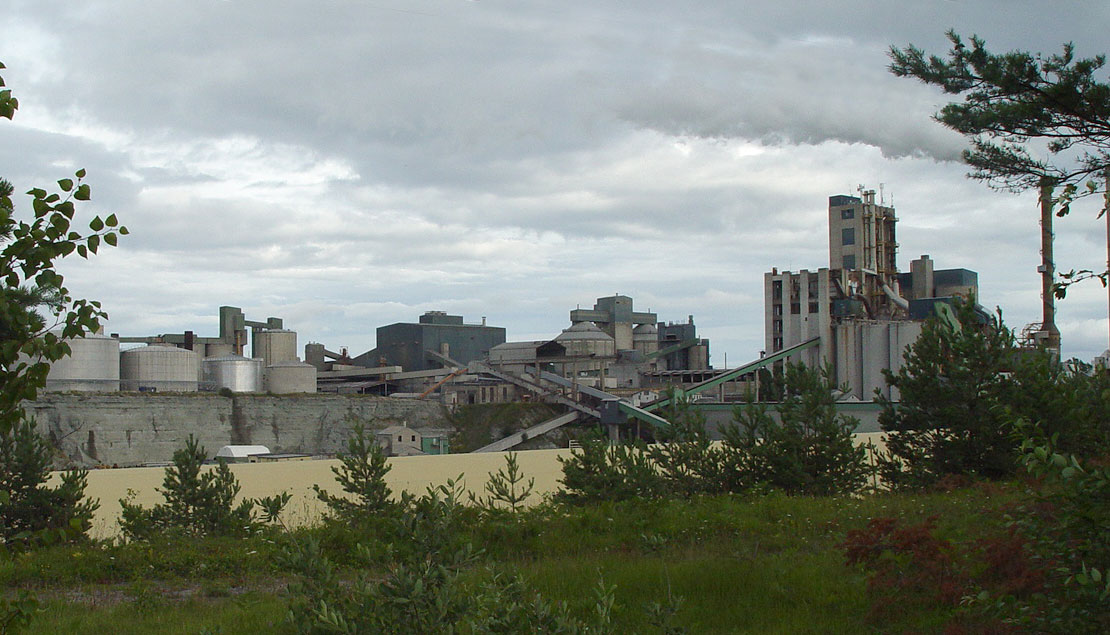
Cementa
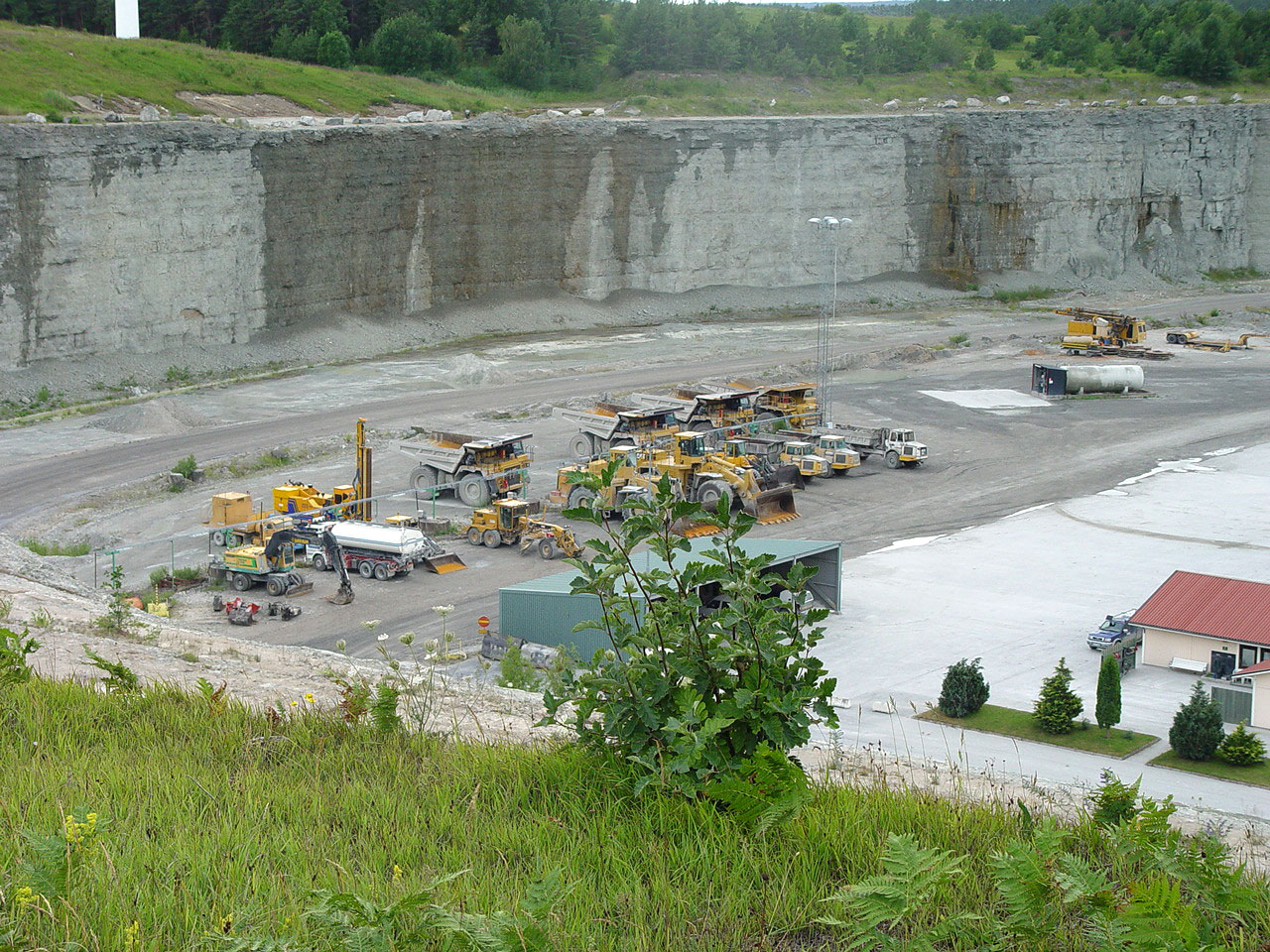
Cementa
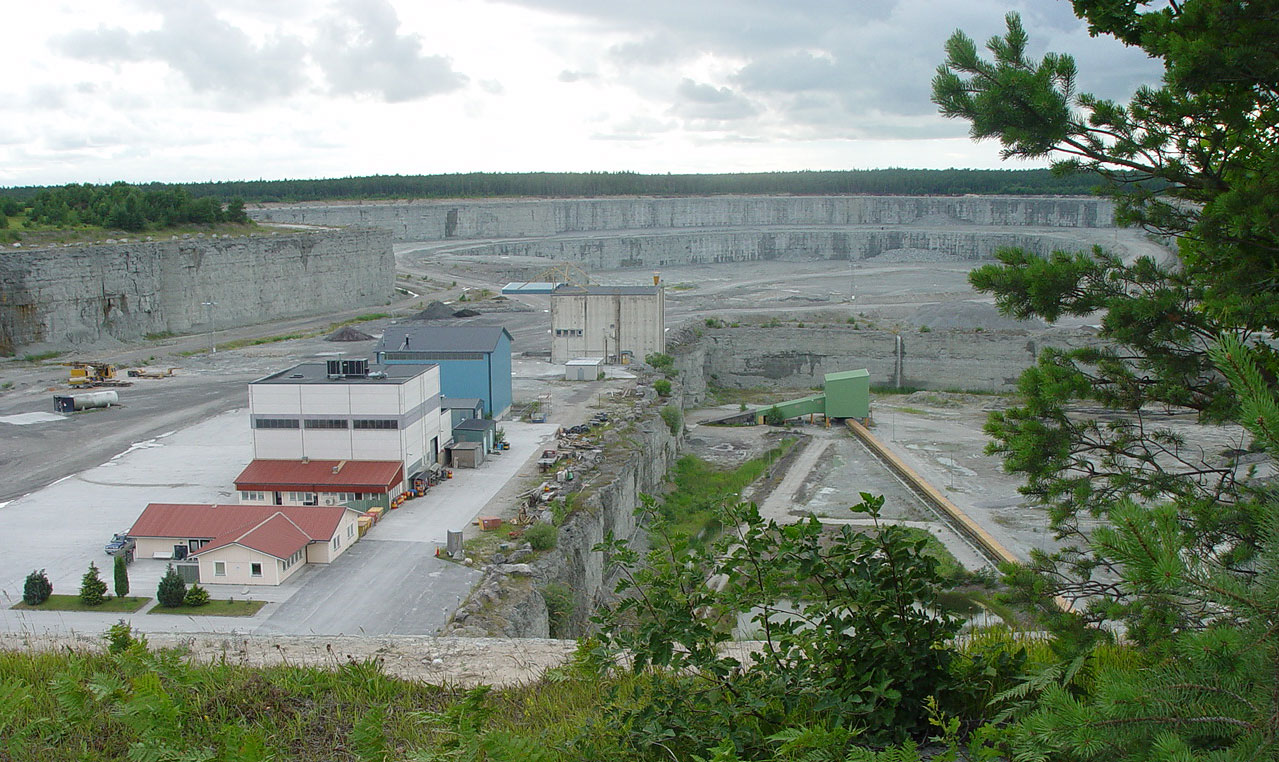
Cementa
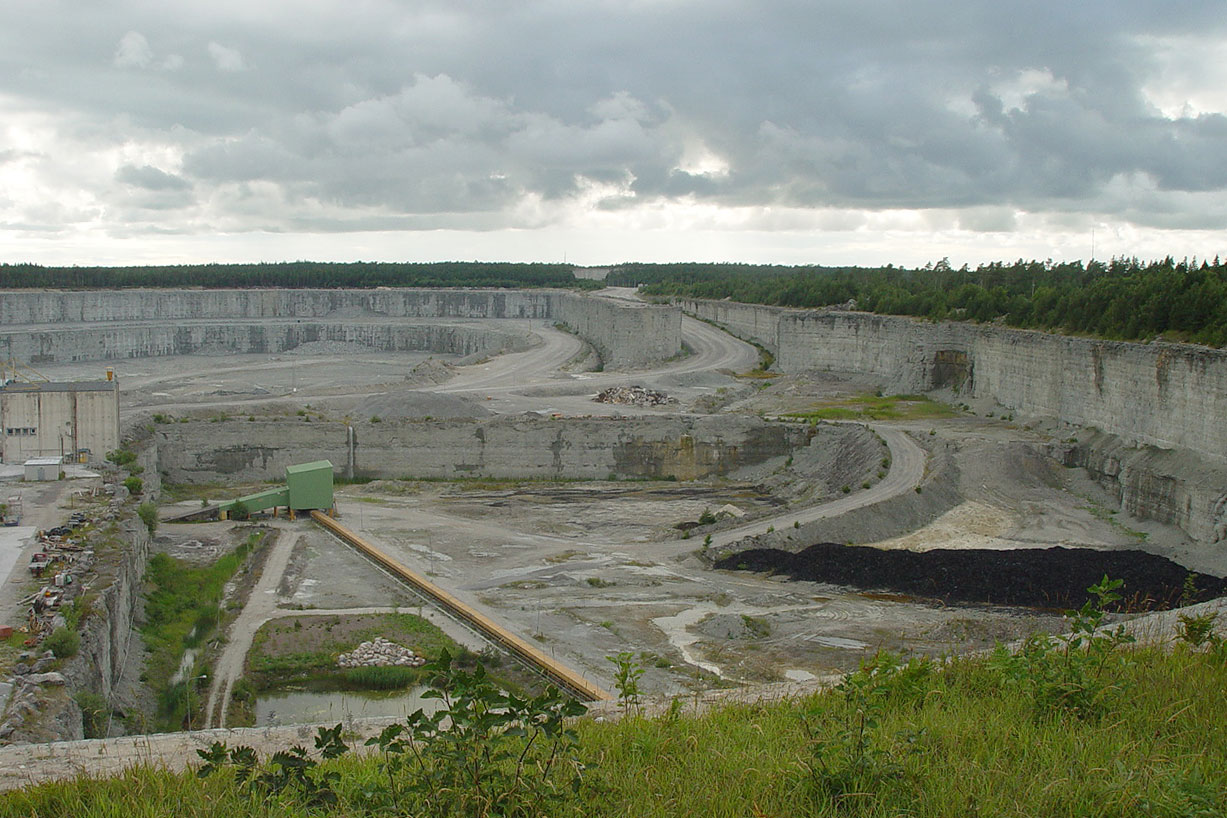
Cementa
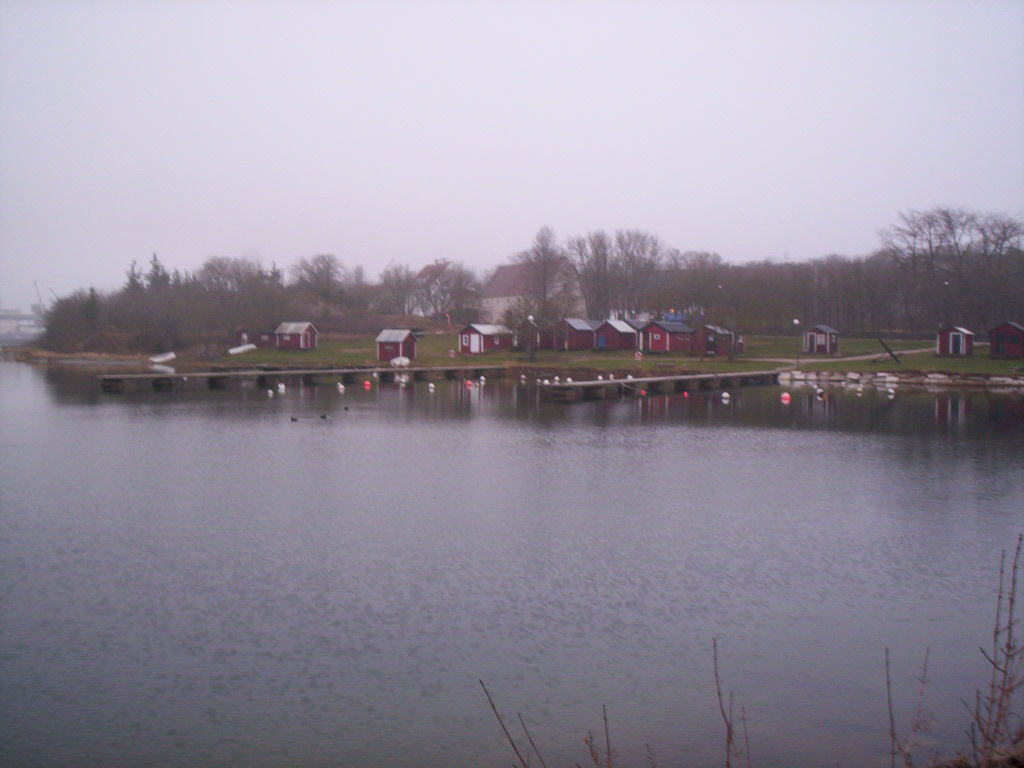
Bootshafen Länna